# Jack Kesy
Jack Kesy, vero nome Jacek Kesey (New York, 26 agosto 1986) è un attore statunitense.

## Biografia
Nato in Polonia, emigrò negli Stati Uniti d'America quando era un bambino. È cresciuto a New York, dove ha coltivato la passione per il pugilato e la recitazione. Prima di studiare teatro a Londra, ha servito il United States Marine Corps. Nel 2014 diventa noto per il ruolo di Gabriel Bolivar nella serie televisiva The Strain, fino al 2016. Ottiene così ruoli in film come Baywatch, 12 Soldiers, Il giustiziere della notte - Death Wish e Deadpool 2 (nel ruolo del villain Black Tom Cassidy). Nel 2023 ha ottenuto il ruolo di Hellboy nel film, intitolato Hellboy - L'uomo deforme, diretto da Brian Taylor.

## Filmografia

### Cinema
- Yelling in the Sky, regia di Victoria Mahoney (2011)
- 8:46, regia di Jennifer Gargano (2011)
- Recruiter, regia di Sean Slater (2012)
- Morgan, regia di Michael D. Akers (2012)
- Empire Gypsy, regia di Sean Slater (2013)
- Grand Street, regia di Lex Sidon (2014)
- The Throwaways - Gli specialisti (The Throwaways), regia di Tony Bui (2015)
- Shut In, regia di Adam Schindler (2015)
- Tomato Soup, regia di Dominic Blackwell-Cooper (2015)
- Baywatch, regia di Seth Gordon (2017)
- Juggernaut, regia di Daniel DiMarco (2017)
- Hot Summer Nights, regia di Elijah Bynum (2017)
- 12 Soldiers (12 Strong), regia di Nicolai Fuglsig (2018)
- Il giustiziere della notte - Death Wish (Death Wish), regia di Eli Roth (2018)
- Deadpool 2, regia di David Leitch (2018)
- Blood Brother, regia di John Pogue (2018)
- Peel - Famiglia cercasi (Peel), regia di Rafael Monserrate (2019)
- The Outpost, regia di Rod Lurie (2020)
- Mosquito State, regia di Filip Jan Rymsza (2020)
- Dark Web: Cicada 3301, regia di Alan Ritchson (2021)
- Senza rimorso (Without Remorse), regia di Stefano Sollima (2021)
- The Killer, regia di David Fincher (2023)
- Hellboy - L'uomo deforme (Hellboy: The Crooked Man), regia di Brian Taylor (2024)
- Il blindato dell'amore (The Pickup), regia di Tim Story (2025)

### Televisione
- The Strain – serie TV, 15 episodi (2014-2016)
- Ray Donovan – serie TV, episodio 4x10 (2016)
- Claws – serie TV, 30 episodi (2017-2022)
- L'alienista (The Alienist) – serie TV, episodio 1x01 (2018)
- Deputy – serie TV, episodio 1x02 (2020)

## Doppiatori italiani
Nelle versioni in italiano delle opere in cui ha recitato, Jack Kesy è stato doppiato da:
- Andrea Mete in The Strain, Claws, Il blindato dell'amore
- Alessandro Budroni in Ray Donovan, The Killer
- Francesco De Francesco in 12 Soldiers
- Luca Mannocci in Il giustiziere della notte - Death Wish
- Oreste Baldini in L'alienista
- Dodo Versino in Deadpool 2
- Jacopo Venturiero in Senza rimorso
- Fabrizio Pucci in Hellboy - L'uomo deforme